# The Flying Burrito Brothers
The Flying Burrito Brothers byla americká country rocková skupina, založená v roce 1968. Původními členy skupiny byli Gram Parsons a Chris Hillman, kteří dříve hráli se skupinou The Byrds, sestavu doplnili Chris Ethridge a Sneaky Pete Kleinow. Skupina se rozpadla v devadesátých letech.

## Diskografie

### Studiová alba
- The Gilded Palace of Sin (1969)
- Burrito Deluxe (1970)
- The Flying Burrito Bros (1971)
- Flying Again (1975)
- Airborne (1976)
- Hearts on the Line (1981)
- Sunset Sundown (1982)
- Eye of a Hurricane (1994)
- California Jukebox (1997)
- Honky Tonkin' aka Sons of the Golden West (1999)

### Koncertní alba
- Last of the Red Hot Burritos (1972)
- Sin City (1976)
- Flying Burrito Brothers '76 (1976)
- From Another Time (1976)
- Close Encounters to the West Coast (1978)
- Live from Tokyo (1979)
- Hollywood Nights 1979-82 (1983)
- Cabin Fever (1985)
- Live from Europe (1986)
- Gram Parsons Archives Vol.1: Live at the Avalon Ballroom 1969 (2007)
- Authorized Bootleg: Fillmore East, NY, NY Late Show 11/07/70 (2011)